# Алво (Небраска)
Алво (енгл. Alvo) град је у америчкој савезној држави Небраска.

## Демографија
По попису из 2010. године број становника је 132, што је 10 (-7,0%) становника мање него 2000. године.
| Група             | 2000.       | 2010.        |
| Белци             | 139 (97,9%) | 132 (100,0%) |
| Афроамериканци    | 0 (0,0%)    | 0 (0,0%)     |
| Азијати           | 0 (0,0%)    | 0 (0,0%)     |
| Хиспаноамериканци | 0 (0,0%)    | 0 (0,0%)     |
| Укупно            | 142         | 132          |